# Cladonia mitis
Cladonia mitis Sandst. (1918), è una specie di lichene appartenente al genere Cladonia,  dell'ordine Lecanorales.
Il nome proprio deriva dal latino mitis, che significa, nella terminologia botanica, senza ramificazioni, senza spine, liscio, ad indicare la struttura dei podezi.

## Caratteristiche fisiche
I podezi sono alti da 3 a 6 centimetri, formando mazzetti sparsi con ramificazioni prevalentemente tricotomiche, raramente dicotomiche o tetracotomiche. Le ramificazioni hanno da 0,5 a 0,8 millimetri di diametro, con assili che possono essere perforati oppure no; la superficie è aracnoide, di colore bianco o grigiastro.
Nelle analisi di laboratorio è molto difficile differenziare esemplari di C. mitis dalla C. arbuscula e anche dalla C. densissima che, secondo Ahti (2000), sarebbe una forma intermedia fra queste due e tutte e tre le specie comporrebbero un clade a parte.
All'esame cromatografico sono state rilevate quantità di acido usnico e acido stictico; inoltre tracce di acido norstictico, constictico e criptostictico.
Il fotobionte è principalmente un'alga verde delle Trentepohlia.

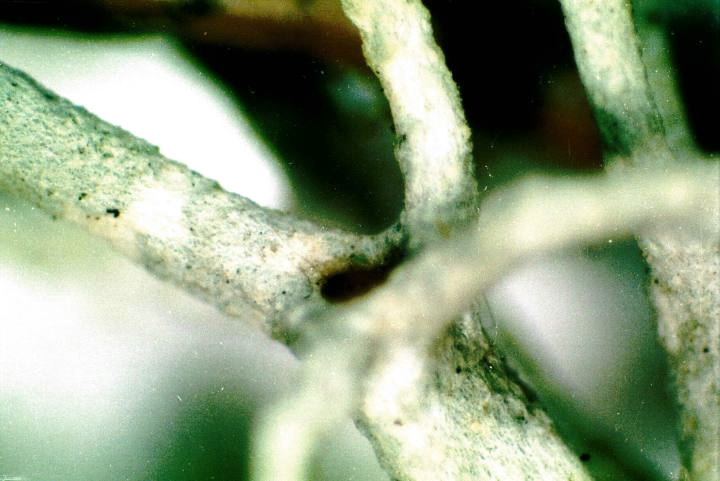
Cladonia mitis, ramificazioni

## Habitat
Su suolo coperto di muschi; su suolo alpino e su suolo sabbioso.

## Località di ritrovamento
La specie è stata rinvenuta nelle seguenti località:
- USA (Alaska, Colorado, Dakota del Nord, Massachusetts, Michigan, Minnesota, Montana, New Hampshire, New York, Vermont, Washington, Wisconsin);

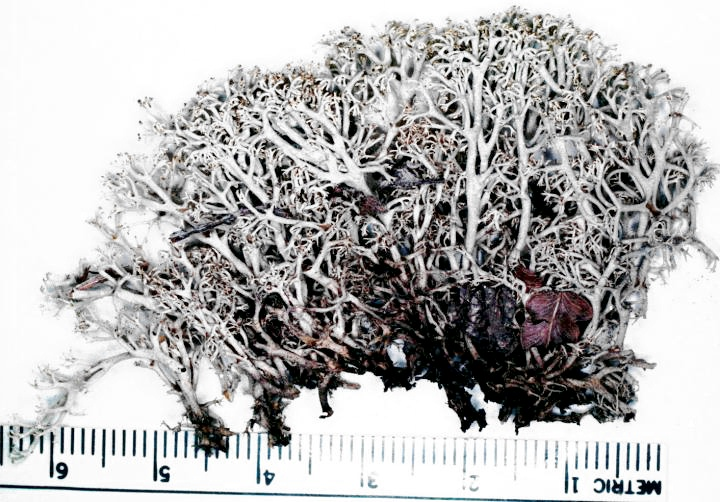
Cladonia mitis, dimensioni

- Canada (Alberta, Columbia Britannica, Labrador, Manitoba, Nuovo Brunswick, Nunavut, Nuova Scozia, Ontario, Québec, Rhode Island, Saskatchewan, Terranova, Yukon);
- Germania (Bayern, Berlino);
- Australia (Nuovo Galles del Sud);
- Andorra, Antartide, Bhutan, Cile, Corea del Sud, Danimarca, Finlandia, Georgia del Sud, Groenlandia, India, Irlanda, Isola Jan Mayen, Regno Unito, Saint-Pierre e Miquelon, Svezia, Tristan da Cunha, Ungheria, Venezuela.

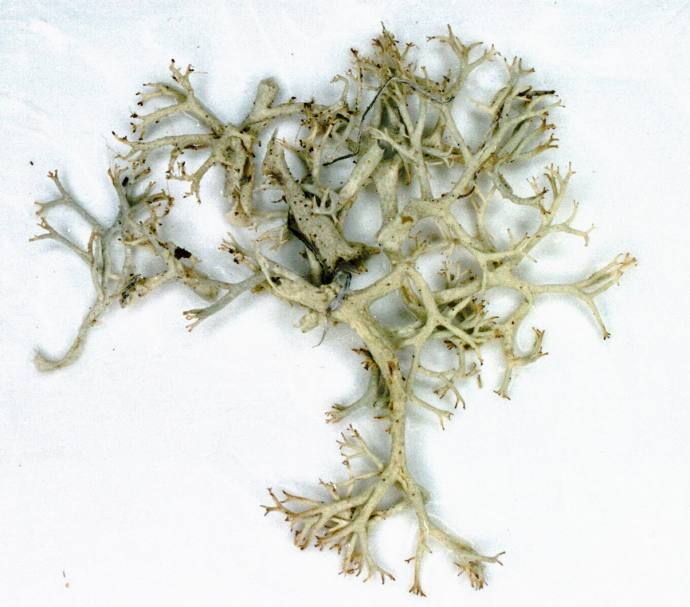
Cladonia mitis, ramificazioni tricotomiche

## Tassonomia
Questa specie è di incerta attribuzione per quanto concerne la sezione di appartenenza;secondo alcuni autori apparterrebbe al genere Cladina, sezione Cladina; a tutto il 2008 sono state identificate le seguenti forme, sottospecie e varietà:
- Cladonia mitis f. laevata
- Cladonia mitis f. laevigata (Vain.) Abbayes (1939).
- Cladonia mitis f. mitis Sandst. (1918).
- Cladonia mitis f. pulvinata Räsänen (1946).
- Cladonia mitis f. spinulifera Trass (1963).
- Cladonia mitis f. subfoliacea Anders (1936).